# Tour de França de 1979
L'edició del Tour de França de 1979, 66a edició de la cursa francesa, es disputà entre el 27 de juny i el 22 de juliol de 1979, amb un recorregut de 3.765 km distribuïts en un pròleg i 24 etapes, 7 d'elles contrarellotges.
En aquesta edició hi van prendre part 15 equips de 10 corredors cadscun, dels quals sols dos van arribar a París amb tots els seus compenents, mentre que una es van retirar del tot.
Bernard Hinault guanya el seu segon Tour amb un domini total sobre la cursa. Guanya set etapes i acaba traient més de 13' al seu immediat perseguidor, el neerlandès Joop Zoetemelk. Per altra banda, Joaquim Agostinho, amb 37 anys, finalitza en tercera posició final.

## Resultats

### Classificació general
| Classificació General                 | Classificació General | Classificació General | Classificació General |
| ------------------------------------- | --------------------- | --------------------- | --------------------- |
| 1.                                    | Bernard Hinault       | França                | 103h 06' 50"          |
| 2.                                    | Joop Zoetemelk        | Països Baixos         | + 13' 07"             |
| 3.                                    | Joaquim Agostinho     | Portugal              | + 26' 53"             |
| 4.                                    | Hennie Kuiper         | Països Baixos         | + 28' 02"             |
| 5.                                    | Jean-René Bernaudeau  | França                | + 32' 43"             |
| 6.                                    | Giovanni Battaglin    | Itàlia                | + 38' 12"             |
| 7.                                    | Jo Maas               | Països Baixos         | + 38' 38"             |
| 8.                                    | Paul Wellens          | Bèlgica               | + 39' 06"             |
| 9.                                    | Claude Criquielion    | Bèlgica               | + 40' 38"             |
| 10.                                   | Dietrich Thurau       | Alemanya              | + 44' 35"             |
| 150 participats, 89 acabaren la cursa |                       |                       |                       |

### Gran Premi de la Muntanya
| 1r | Giovanni Battaglin | 239 pts |
| 2n | Bernard Hinault    | 196 pts |
| 3r | Mariano Martínez   | 158 pts |

### Classificació de la Regularitat
| 1r | Bernard Hinault | 253 pts |
| 2n | Dietrich Thurau | 157 pts |
| 3r | Joop Zoetemelk  | 109 pts |

### Classificació per equips
| 1r | Renault-Gitane |

### Altres classificacions
| Millor Jove  | Jean-René Bernaudeau |
| Combativitat | Hennie Kuiper        |

### Etapes
| Etapa  | Data         | Recorregut                          | km         | Guanyador                 | Líder                |
| Pròleg | 27 de juny   | Florença-Florença                   | 5 (CRI)    | Gerrie Knetemann          | Gerrie Knetemann     |
| 1ª     | 28 de juny   | Florença-Banhèras de Luishon        | 225        | René Bittinger            | Jean-René Bernaudeau |
| 2ª     | 29 de juny   | Banhèras de Luishon-Superbagnères   | 23,9 (CRI) | Bernard Hinault           | Bernard Hinault      |
| 3ª     | 30 de juny   | Banhèras de Luishon-Pau             | 180,5      | Bernard Hinault           | Bernard Hinault      |
| 4ª     | 1 de juliol  | Captieux-Bordeus                    | 87,5 (CRE) | Ti-Raleigh                | Bernard Hinault      |
| 5ª     | 2 de juliol  | Neuville-de-Poitou-Angers           | 145,5      | Jan Raas                  | Bernard Hinault      |
| 6ª     | 3 de juliol  | Angers-Saint-Brieuc                 | 238,5      | Joseph Jacobs             | Bernard Hinault      |
| 7ª     | 4 de juliol  | Saint-Hilaire-du-Harcouët-Deauville | 158,2      | Leo Van Vliet             | Gerrie Knetemann     |
| 8ª     | 5 de juliol  | Deauville-Le Havre                  | 90,2 (CRE) | Ti-Raleigh                | Bernard Hinault      |
| 9ª     | 6 de juliol  | Amiens-Roubaix                      | 201,2      | Ludo Delcroix             | Joop Zoetemelk       |
| 10ª    | 7 de juliol  | Roubaix-Brussel·les                 | 122,2      | Jo Maas                   | Joop Zoetemelk       |
| 11ª    | 8 de juliol  | Brussel·les-Brussel·les             | 33,4 (CRI) | Bernard Hinault           | Joop Zoetemelk       |
| 12ª    | 9 de juliol  | Rochefort-Metz                      | 193        | Christian Seznec          | Joop Zoetemelk       |
| 13ª    | 10 de juliol | Metz-Ballon d'Alsace                | 202        | Pierre-Raymond Villemiane | Joop Zoetemelk       |
| 14ª    | 12 de juliol | Belfort-Evian                       | 248,2      | Marc Demeyer              | Joop Zoetemelk       |
| 15ª    | 13 de juliol | Evian-Morzine-Avoriaz               | 54,2 (CRI) | Bernard Hinault           | Bernard Hinault      |
| 16ª    | 14 de juliol | Morzine-Les Menuires                | 201,3      | Lucien van Impe           | Bernard Hinault      |
| 17ª    | 15 de juliol | Moutiers-Aup d'Uès                  | 166,5      | Joaquim Agostinho         | Bernard Hinault      |
| 18ª    | 16 de juliol | Aup d'Uès-Aup d'Uès                 | 118,5      | Joop Zoetemelk            | Bernard Hinault      |
| 19ª    | 17 de juliol | Le Bourg-d'Oisans-Saint-Priest      | 162        | Dietrich Thurau           | Bernard Hinault      |
| 20ª    | 18 de juliol | Saint-Priest-Dijon                  | 239,6      | Serge Parsani             | Bernard Hinault      |
| 21ª    | 19 de juliol | Dijon-Dijon                         | 48,8 (CRI) | Bernard Hinault           | Bernard Hinault      |
| 22ª    | 20 de juliol | Dijon-Auxerre                       | 189        | Gerrie Knetemann          | Bernard Hinault      |
| 23ª    | 21 de juliol | Auxerre-Nogent-sur-Marne            | 205        | Bernard Hinault           | Bernard Hinault      |
| 24ª    | 22 de juliol | Le Perreux-sur-Marne-París          | 180,3      | Bernard Hinault           | Bernard Hinault      |